# 埃里希·梅尔克
埃里希·佛里茨·埃米尔·梅尔克（德語：Erich Fritz Emil Mielke，1907年12月28日—2000年5月21日），前德意志民主共和国（东德）国家安全部部长，任职期间自1957年10月31日至1989年11月3日。在东德短暂的40年历史中，他掌控这个要害部门的时间长达32年。

## 二战前的人生经历
埃里希·梅尔克出生于柏林。1918年德国成立德国共产党时，父母就是其中的成员。梅尔克自己于1921年参加了德国青年共产主义联盟。1925年加入德国共产党，从事于共产党机关报《红旗报》，同年还参加了红色阵线战士同盟。1931年在参加柏林街头示威游行时，与警察发生冲突。在冲突中因涉嫌杀害两名警察而遭到通缉后，他逃亡到比利时，之后又逃到苏联避难。1936年西班牙内战爆发后，他作为国际纵队的一员被派往西班牙，以大尉军衔指挥共和国军作战，同时又以政治军官的身份从事军队内部的肃反活动。

## 二战期间的活动
二战期间梅尔克的活动神秘。战后他在个人自传中，称自己当时是以理查德·赫贝尔（Richard Hebel）的匿名身份潜入当时的纳粹德国军事工程组织--托特组织进行活动，对此，曾经担任过里根总统行政部门的白宫通讯部主任（1987年），《史塔西：東德秘密警察不爲人知的故事》（Stasi: The Untold Story Of The East German Secret Police）一书作者的约翰·科勒（John O Koehler）则认为他更有可能以内务部特工的身份加入到在德国占领区的苏联游击队，因为他能熟练地用俄语唱许多游击队歌曲，并在战争结束后获得了苏联政府颁发的红旗勋章、一级卫国战争勋章和列宁勋章等。

## 二战后的政治生涯

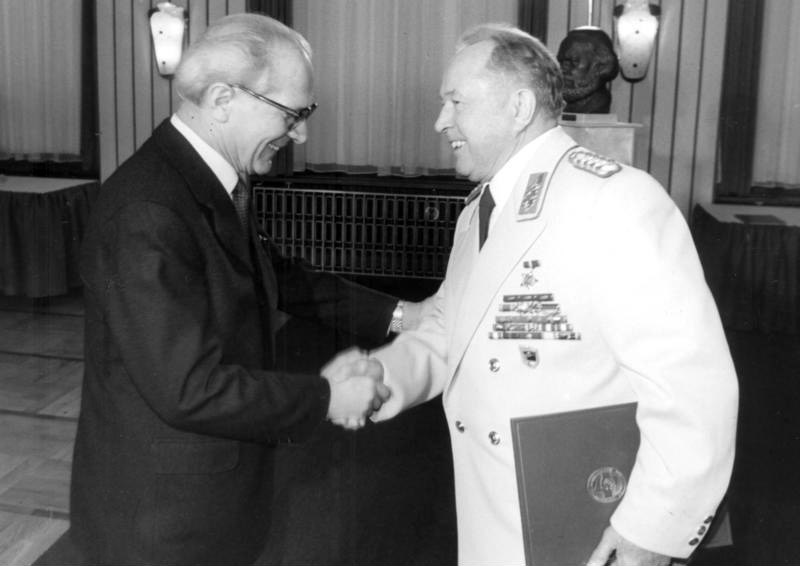
昂纳克（左）与梅尔克（1980年2月8日）

1945年二战结束后，埃里希·梅尔克回到了德国。在苏联占领区内，他与苏方合作。并担任了德国统一社会党的中央委员会中的警察、司法委员。
1949年德意志民主共和国成立后，在成立的东德国家安全部（德语简称史塔西）任要职，1957年埃里希·梅尔克从前任恩斯特·沃尔韦伯手中接任首席部长。在他掌管史塔西期间，正式员工的人数由最初的14,000人，发展到了1989年时期的91,000人，而与其该组织有眼线关系的则多达173,000人。在他任职期间，签署了对试图翻越柏林墙逃往西柏林的越境逃亡者格杀勿论的命令。据波茨坦当代历史研究中心的后来统计确认，自1961年8月建墙至1989年11月柏林墙倒塌，这18年之间共有136人在翻越柏林墙时被射杀。
1971年因乌布利希与当时的苏联领导人勃列日涅夫产生了摩擦，经苏联的授意，在梅尔克所掌管的史塔西的策动下，乌布利希被解除了东德领导人的职务，取而代之的是埃里希·昂纳克。作为对梅尔克的政治回报，1976年昂纳克将梅尔克列入政治局成员。1980年授予梅尔克大将军衔。

## 共产阵营瓦解后的人生结局
1989年在东欧变革的浪潮中，11月7日昂纳克被解职，梅尔克也不得不辞去了史塔西的职务。为了避免遭到历史清算，在11月13日的人民议会上的发言中，他为自己过去的所作所为进行辩解，声称自己“从来都是热爱人民的”，然而得到是一片嘲笑。11月17日他被剥夺了人民议会議員的资格，12月3日被德国统一社会党（后改名：民主社会主义党）开除出党，12月7日被逮捕，被关押在他曾经关押别人的史塔西属下的拘留所。
在德国统一后的1992年，因涉嫌下令枪杀越境者，他与昂纳克一道被法庭审判。后由于高龄以及健康的原因被免予追诉，但是在1993年被判处6年徒刑，其罪状是在1931年的柏林游行中涉嫌杀害了两名警察，1995年获得释放。获释后，因念他早年参加反对纳粹活动，作为纳粹的受迫害者，他得到了1000马克的国家养老金。但是被冻结的史塔西时代所积蓄的38万马克的银行账户没有解除。
2000年5月21日，梅尔克在养老院逝世。按照他本人的遗嘱，他的遗体于6月10日安葬在腓特烈斯费尔德中央公墓，为了避免遭到破坏，墓园没有在他的下葬墓地矗立墓碑。

## 其他职务
梅尔克曾长期担任行业性体育组织迪纳摩体育协会主席。